# Eugen Kogon

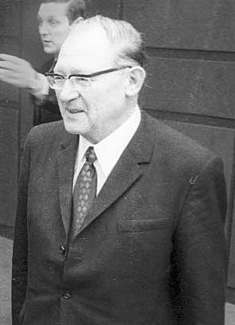
Eugen Kogon, bei einer Veranstaltung am 19. Januar 1970 in der Uni Kiel

Eugen Kogon (* 2. Februar 1903 in München; † 24. Dezember 1987 in Königstein im Taunus) war ein deutscher Publizist, Soziologe und Politikwissenschaftler. Wegen seiner christlich motivierten Gegnerschaft zum Nationalsozialismus war er mehrere Jahre im Konzentrationslager Buchenwald interniert. Kogon gilt als einer der intellektuellen Väter der Bundesrepublik Deutschland sowie der europäischen Integration. Einer größeren Öffentlichkeit wurde er durch sein Werk Der SS-Staat bekannt.

## Leben

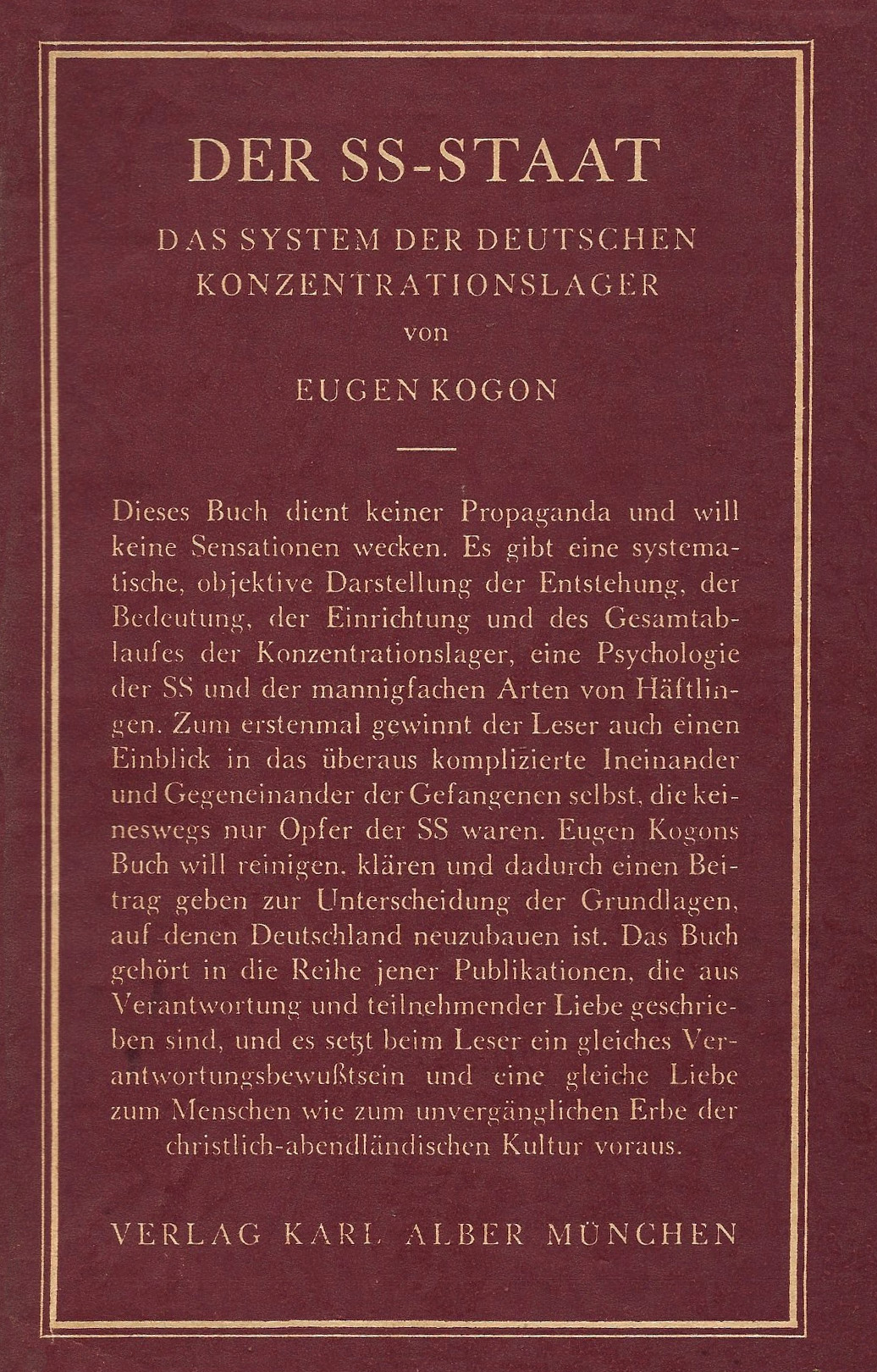
Der SS-Staat (1946)

Eugen Kogon wurde als unehelicher Sohn des russischen Diplomaten Alexander Michael Ssemjonoff und der jüdischen Ärztin Sophie Kogon in München geboren, wo sein Vater als Gesandtschaftsrat an der Kaiserlich-Russischen Gesandtschaft tätig war. Seine Mutter starb bereits zwei Jahre nach seiner Geburt. Kogon wuchs in einer katholisch geprägten Pflegefamilie auf und besuchte die Stiftsschule in Schweiklberg und die Dominikanerschule St. Thomas in Vechta, an der er 1922 das Abitur ablegte. Nach dem Studium der Nationalökonomie und Soziologie in München, Florenz und Wien wurde Kogon 1927 in Wien bei Othmar Spann mit einer Arbeit Faschismus und Korporativstaat promoviert. Noch im selben Jahr bekam Kogon eine Anstellung als Redakteur bei der katholischen Zeitschrift Schönere Zukunft in Österreich und blieb dies bis 1937. Durch seine Arbeit machte er die Bekanntschaft des Soziologen Othmar Spann, der ihn an die Zentralkommission der christlichen Gewerkschaften empfahl, für die Kogon einige Jahre als Berater tätig war. Im Jahr 1934, nach dem gescheiterten österreichischen Juliputsch der Nationalsozialisten, übernahm Kogon die Vermögensverwaltung des Hauses Sachsen-Coburg-Koháry.

### Widerstand
Als bekennender Gegner des Nationalsozialismus wurde Eugen Kogon 1936 und erneut im März 1937 in Deutschland von der Gestapo verhaftet, die ihm unter anderem die Arbeit für antinationalsozialistische Kräfte außerhalb des Reichgebiets vorwarf. Konkret hatte Kogon politische Flüchtlinge mit Geld unterstützt. Nach dem Anschluss Österreichs folgte im März die dritte Verhaftung und im September 1939 die Deportation in das KZ Buchenwald. Mit Unterbrechungen, in denen er in ein Wiener Gestapogefängnis transferiert wurde, war Kogon hier bis zur Befreiung des Lagers inhaftiert.
In Buchenwald wurde Kogon auf Hinweis von Otto Kipp und Ferdinand Römhild im Mai 1943 Arztschreiber des KZ-Arztes Erwin Ding-Schuler, der die Fleckfieberversuchsstation im KZ Buchenwald leitete. Eigenen Angaben zufolge konnte Kogon durch seine Tätigkeit zu Ding-Schuler eine fast vertrauensvolle Beziehung aufbauen. Mit der Zeit sollen sich sogar Gespräche über familiäre Belange, die politische Lage und den Frontverlauf ergeben haben. Laut Kogon rettete sein Einfluss auf Ding-Schuler vielen Häftlingen das Leben, unter anderem Stéphane Hessel. Am 5. April 1945 erfuhren Kogon und Arthur Dietzsch, leitender Häftlingspfleger der Fleckfieberversuchsstation, von Ding-Schuler, dass sie auf einer Liste mit 46 namentlich genannten Häftlingen standen, welche die SS kurz vor der Befreiung des Lagers noch exekutieren wollte. Ding-Schuler rettete Kogon am 8. April das Leben, indem er ihn in einer Kiste aus Buchenwald herausschmuggelte und zu seinem Haus bringen ließ.

### Nach Kriegsende

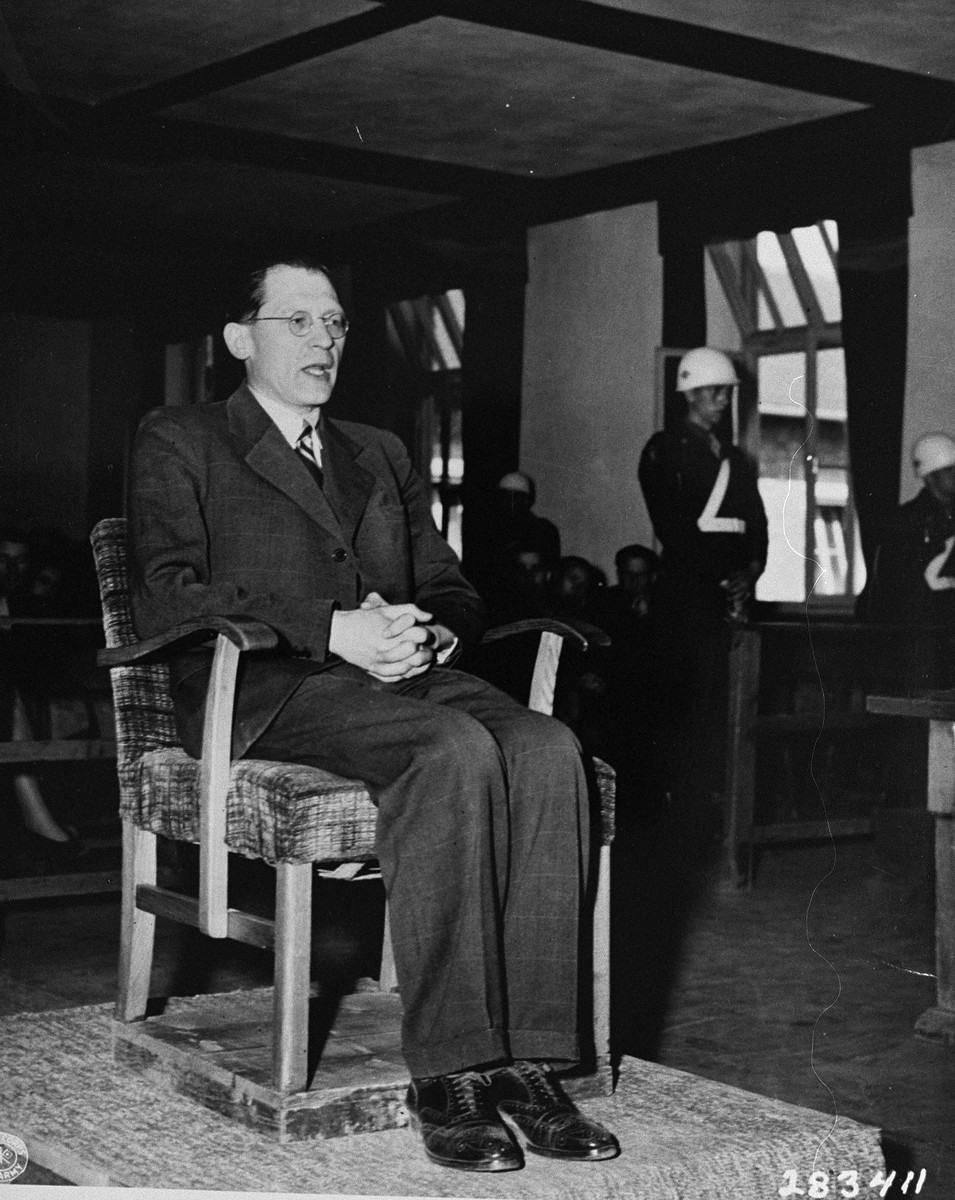
Kogon bei seiner Zeugenaussage am 16. April 1947 beim Buchenwald-Hauptprozess

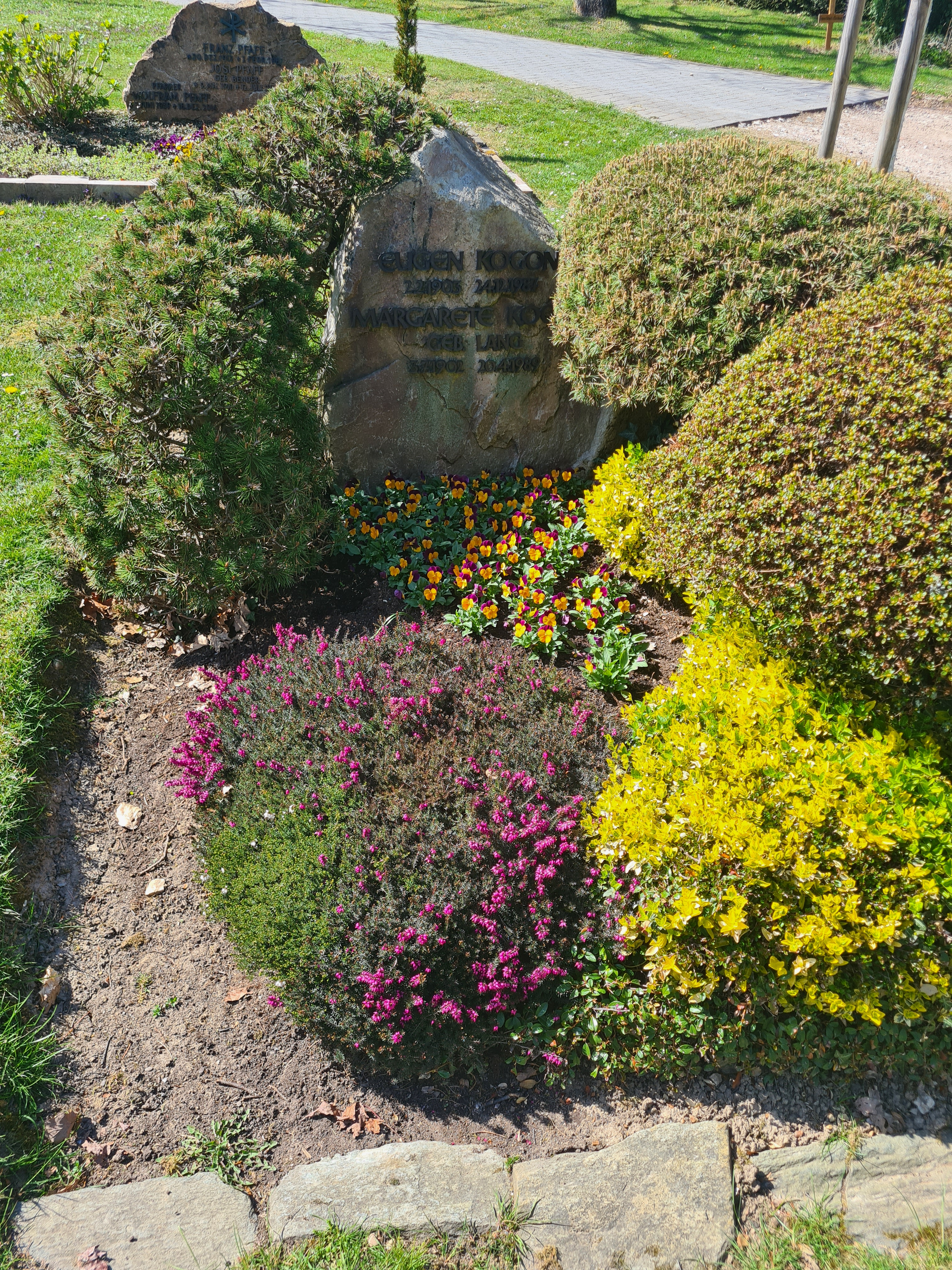
Das Grab von Eugen Kogon und seiner Ehefrau Margarete geborene Lang auf dem Friedhof Falkenstein in Königstein im Taunus

Kogon wurde zunächst Berater der Psychological Warfare Division der US-Armee, die ihren Sitz in Bad Homburg nahm. Bald wurde er auch wieder publizistisch tätig. Er war als freiwilliger Chronist für die US Army im Camp King tätig und begann im selben Jahr auch sein Buch Der SS-Staat: Das System der deutschen Konzentrationslager, das 1946 veröffentlicht wurde und noch heute als Standardwerk über die NS-Verbrechen gilt. Das Buch wurde in mehrere Sprachen übersetzt und allein in deutscher Sprache über 500.000-mal verkauft.
Kogon sagte als Zeuge der Anklage Anfang Januar 1947 im Nürnberger Ärzteprozess und Ende April 1947 im Prozess gegen die Verantwortlichen des Wirtschafts- und Verwaltungshauptamtes der SS aus. Anfang April 1947 war er Zeuge der Anklage im Buchenwald-Hauptprozess, der im Rahmen der Dachauer Prozesse stattfand.
Trotz dieser intensiven Auseinandersetzung mit der Vergangenheit richtete Kogon seinen Blick in erster Linie nach vorn, um am Aufbau einer neuen Gesellschaft mitzuwirken – einer Gesellschaft, die nach Kogons Überzeugung Christentum und Sozialismus verbinden sollte. Über diese Idee hatte er schon im KZ Buchenwald mit Kurt Schumacher gesprochen. Doch der schnelle Aufbau der SPD verhinderte die geplante Vereinigung von rechter Sozialdemokratie und Zentrum zu einer Partei der Arbeit nach dem Vorbild der britischen Labour-Partei.

### Publizistik
Im September 1945 verfasste Kogon gemeinsam mit weiteren Persönlichkeiten, unter ihnen auch der Publizist und spätere Freund und Wegbegleiter Kogons Walter Dirks, die Frankfurter Leitsätze. In diesem Programm der Volkspartei forderten sie einen wirtschaftlichen Sozialismus auf demokratischer Grundlage und legten damit eine wichtige Grundlage für das christlich-sozialistische Gründungsprogramm der hessischen CDU und damit auch für die Ende 1946 beschlossene hessische Landesverfassung, die die Verstaatlichung von Schlüsselindustrien vorsah. Im Jahr 1946 gründeten Kogon und Dirks die Frankfurter Hefte, eine linkskatholisch geprägte Zeitschrift für Kultur und Politik. Die Frankfurter Hefte erreichten schnell eine für damalige Verhältnisse sehr hohe Auflage von bis zu 75.000 Exemplaren und waren bis 1984 eine der einflussreichsten gesellschafts- und kulturpolitischen Zeitschriften der Nachkriegszeit. In der Gesellschaft Imshausen beteiligte sich Kogon an der Suche nach einem „Dritten Weg“ bei der Erneuerung Deutschlands. Kogon wandte sich schnell von der CDU Konrad Adenauers ab, die von Gemeineigentum und Verstaatlichung der Schlüsselindustrien nicht mehr viel wissen wollte, und setzte sich in zahlreichen Essays kritisch mit der Adenauer-Regierung auseinander. Er wandte sich unter anderem gegen Wiederbewaffnung, Atomwaffen und den „Irrsinn der Überrüstung“.

### Europapolitiker
Als eine Lehre aus dem Nationalsozialismus forderte Kogon auch früh eine Abkehr vom klassischen Nationalstaat und setzte sich für den Aufbau einer europäischen Republik ein. Er engagierte sich unter anderem in der Union Europäischer Föderalisten (UEF) und in der Europa-Union Deutschland, deren erster Präsident er von 1949 bis 1954 war. In dieser Zeit initiierte Kogon die 1950 erfolgreich durchgeführten Probe-Volksabstimmungen in Breisach am Rhein und Castrop-Rauxel für ein Bekenntnis zu einem politisch geeinten Europa. Von 1951 bis 1953 war Kogon auch Präsident des Deutschen Rates der Europäischen Bewegung.
Alfred Grosser zählte ihn, zusammen mit Henri Frenay und Altiero Spinelli, zu den drei eigentlichen „Schöpfern von Europa“.

### Spätere Jahre
Im Jahr 1951 wurde Kogon auf den erstmals eingerichteten Lehrstuhl für Politikwissenschaft an der Technischen Hochschule Darmstadt zum Professor berufen. Er lehrte dort bis zu seiner Emeritierung 1968. Später bescheinigte ihm der Hochschulpräsident Johann-Dietrich Wörner: Er hat das moralische Gewissen der Universität bis heute geprägt. Von Januar 1964 bis Januar 1965 war Kogon Leiter des ARD-Politikmagazins Panorama, seit März 1964 zudem dessen Moderator. Seit 1950 war er Mitglied der Deutschen Akademie für Sprache und Dichtung.
Später unterstützte Kogon die neue Ostpolitik der sozialliberalen Koalition und setzte sich aktiv für die Aussöhnung mit Polen und der Sowjetunion ein. Das Land Hessen ehrte Kogon 1982 mit dem neu geschaffenen Hessischen Kulturpreis. Die letzten Lebensjahre verbrachte er weitgehend zurückgezogen in Königstein im Taunus, wo er 1987 an Heiligabend starb.
Kogon war ab 1927 mit seiner Jugendfreundin Margarethe Lang (1902–1989) verheiratet. Aus der Ehe gingen die Kinder Alexius, Michael und Cornelia hervor.

## Ehrungen
Die Stadt Königstein hat den Teil des in Falkenstein gelegenen Reichenbachwegs, in welchem er wohnte, nach ihm benannt und verleiht seit 2002 den Eugen-Kogon-Preis. Erster Preisträger war der frühere polnische Außenminister Władysław Bartoszewski.
Im Oktober 2013 wurde eine Straße am Campus Lichtwiese der TU Darmstadt nach Eugen Kogon benannt.

## Schriften
- Der SS-Staat – Das System der deutschen Konzentrationslager. Verlag Karl Alber, München 1946. 44. Auflage: Heyne Verlag, München 2006, ISBN 978-3-453-02978-1.

- Gesammelte Schriften in 8 Bänden. Beltz, Weinheim 1995–1999. (Herausgeber: Michael Kogon, Gottfried Erb)
  - 1. Ideologie und Praxis der Unmenschlichkeit. 1995, ISBN 3-88679-261-7.
  - 2. Europäische Visionen. 1995, ISBN 3-88679-262-5.
  - 3. Die restaurative Republik. 1996, ISBN 3-88679-263-3.
  - 4. Liebe und tu was du willst. 1996, ISBN 3-88679-264-1.
  - 5. Die reformierte Gesellschaft. 1997, ISBN 3-88679-265-X.
  - 6. Dieses merkwürdige wichtige Leben. 1997, ISBN 3-88679-266-8.
  - 7. Bedingungen der Humanität. 1998, ISBN 3-88679-267-6.
  - 8. Die Idee des christlichen Ständestaats. 1999, ISBN 3-88679-268-4.

Mitherausgeberschaften
- Eugen Kogon, Wolfgang Abendroth, Helmut Ridder, Heinrich Hannover, Jürgen Seifert (Verfasser): Der totale Notstandsstaat, Stimme-Verlag, Frankfurt am Main 1965.
- Kurt Fassmann unter Mitwirkung von Max Bill, Hoimar von Ditfurth, Walter Jens, Robert Jungk, Eugen Kogon (Hrsg.): Die Großen. Leben und Leistung der sechshundert bedeutendsten Persönlichkeiten unserer Welt. Kindler Verlag, Zürich 1977.
- Eugen Kogon, Hermann Langbein, Adalbert Rückerl, Yitzhak Arad u. a. (Hrsg.): Nationalsozialistische Massentötungen durch Giftgas. Eine Dokumentation. Fischer-Verlag, Frankfurt am Main 1986, ISBN 3-596-24353-X.